# Volksbank România
Volksbank România a fost o bancă din România care activa pe piață din luna mai a anului 2000. Volksbank a fost absorbită la 31.12.2015 de către Banca Transilvania (BT), la un an de la semnarea tranzacției prin care banca austriacă a fost vândută.

## Istoric
Dacă în 2004 era pe locul 21, iar în 2006 pe 11, Volksbank a ajuns în septembrie 2008 a treia bancă din România după BCR și BRD-SocGen, din punct de vedere al activelor.
În anul 2008 Volksbank România avea un număr de 255.000 de clienți. 
Volksbank a fost absorbită la 31.12.2015 de către Banca Transilvania (BT), la un an de la semnarea tranzacției prin care banca austriacă a fost vândută.

### Rețea teritorială de unități
- 2009: 180 filiale și 70 unități în franciză[3][4]
- 2008: 150 filiale și 95 unități în franciză[5]
- 2007: 135 filiale și 90 unități în franciză[6]
- 2006: 80 filiale și 50 unități în franciză[7]

### Active
- 2009: 5,3 miliarde euro[8]
- 2008: 4,5 miliarde euro[9]
- 2007: 3,5 miliarde euro[6]
- 2006: 1,3 miliarde euro[6]
- 2005: 0,5 miliarde euro[10]